# دل بورتر
دل بورتر (بالإنجليزية: Del Porter)‏ هو عازف جاز أمريكي، ولد في 1902 في نيوبيرغ في الولايات المتحدة، وتوفي في 4 أكتوبر 1977 في لوس أنجلوس في الولايات المتحدة.

## وصلات خارجية
- دل بورتر على موقع IMDb (الإنجليزية)
- دل بورتر على موقع ميوزك برينز (الإنجليزية)
- دل بورتر على موقع ديسكوغز (الإنجليزية)
- دل بورتر على موقع قاعدة بيانات الفيلم (الإنجليزية)